# انسی-این
انسی-این (به ژاپنی: 円盛院 えんせいいん) یا کاتسوهیمه (۱۶۷۸ – ۱۶۱۸ میلادی) دختر هوندا تاداتوکی و سن هیمه نوهٔ نخستین شوگون توکوگاوا ایه‌یاسو بود و در دوره ادو در قرن شانزدهم میلادی در ژاپن زندگی می‌کرد. او همسر ایکدا میستوماسا بود.